# Khởi nghĩa Kim Điền
Khởi nghĩa Kim Điền  là một cuộc nổi dậy vũ trang được chính thức tuyên bố bởi Hồng Tú Toàn vào ngày 11 tháng 1 năm 1851 cuối thời nhà Thanh. Cuộc nổi dậy được đặt theo tên của căn cứ nghĩa quân ở Kim Điền, một thị trấn ở Quảng Tây trong huyện cấp thị Quế Bình ngày nay. Nó đánh dấu sự khởi đầu của cuộc nổi dậy Thái Bình Thiên Quốc.